# هايغر
هايغر (بالألمانية: Haiger) هي بلدة، مدينة و بلدة ألمانية تقع في ألمانيا في Lahn-Dill-Kreis. يقدر عدد سكانها بـ 19,825 نسمة .

## المدن التوأمة
مدينة Wolfsberg هي مدينة توأمة لـهايغر.